# 5. Sicherungs-Division
Die 5. Sicherungs-Division war ein Großverband der deutschen Kriegsmarine im Zweiten Weltkrieg.

## Geschichte
Die Division wurde am 12. März 1942 für Sicherungsaufgaben im Bereich der Deutschen Bucht aufgestellt. Hierfür waren die Minensuch- und andere Sicherungskräfte aus dem Standort Cuxhaven in der neuen Division zusammengezogen worden. Dies betraf auch die bis Ende April 1943 existierende 2. Flak-Jäger-Flottille. Die Flottillen im ursprünglichen Befehlsbereich des B.S.N. (Deutsche Nordseeküste) wurden damit zur 5. Sicherungs-Division zusammengefasst und dem B.S.N. unterstellt. Das Stabshauptquartier blieb im niedersächsischen Cuxhaven und war das in Cuxhaven liegende Wohnschiff Helgoland.
Die Division führte ein Marinekriegsgericht.
Ab Januar 1945 wurde die Division nach der Auflösung des Befehlshaber der Sicherung der Nordsee dem Kommandierenden Admiral Deutsche Bucht unterstellt.
Teile der Division wurde zu Kriegsende in die Minenräumdivisionen der GMSA überführt.

## Kommandeure
- Fregattenkapitän der Reserve Max Klein (März 1942 bis April 1942), mit der Aufstellung beauftragt und später einziger Kommandeur der 8. Sicherungs-Division
- Kapitän zur See Arnold Bentlage (Mai 1942 bis Februar 1943), ehemaliger Kommandeur der 3. Sicherungs-Division und Führer der Minenschiffe
- Konteradmiral Günther Horstmann (März 1943 bis September 1944), ehemaliger Chef der Kriegsmarinedienststelle Stettin und Deutscher Seetransportchef Italien
- Kapitän zur See Kurt Thoma (Oktober 1944 bis Mai 1945)

## Gliederung 1944
Unter Günther Horstmann:
- 7. Minensuchflottille (Cuxhaven)
- 21. Minensuchflottille (Wesermünde)
- 27. Minensuchflottille (Cuxhaven)
- 13. Räumbootsflottille (Wesermünde) mit dem Begleitschiff Nordsee
- 1. Sperrbrecherflottille (Cuxhaven)
- 8. Sperrbrecherflottille
- 8. Vorpostenflottille (Wesermünde)
- 11. Vorpostenflottille (Wesermünde)
- 12. Vorpostenflottille (Wesermünde)
- 18. Vorpostenflottille

Unter Kurt Thoma:
- 7. Minensuchflottille (Cuxhaven)
- 27. Minensuchflottille (Cuxhaven)
- 13. Räumbootsflottille mit dem Begleitschiff Nordsee
- 1. Sperrbrecherflottille
- 8. Sperrbrecherflottille

Anfang 1945 kam der 2. Artillerieträger-Flottillen von der 2. Sicherungs-Division zur Division.